# Германовська
Германовська (рос. Германовская) — присілок в Ленському районі Архангельської області Російської Федерації.
Населення становить 2 особи. Входить до складу муніципального утворення Сойгинське поселення.

## Історія
Від 2004 року входить до складу муніципального утворення Сойгинське поселення.

## Населення
| 2002 | 2010 | 2012 |
| ---- | ---- | ---- |
| 5    | ↘2   | →2   |